# Eumenes philanthes
Eumenes philanthes är en stekelart som beskrevs av Henri Saussure. Eumenes philanthes ingår i släktet krukmakargetingar, och familjen Eumenidae. Inga underarter finns listade i Catalogue of Life.